# 可兰白克·马坎
可兰白克·马坎（1992年9月27日—），新疆维吾尔自治区克孜勒苏柯尔克孜自治州阿图什市人，柯尔克孜族，中国男子篮球运动员，现效力于CBA山东高速麒麟。
可兰白克毕业于新疆生产建设兵团第二中学。2017年，可兰白克·马坎随新疆男篮获得2016-17赛季CBA总冠军。